# Вінніпег Джетс (1972—1996)
Ві́нніпег Дже́тс (укр. Вінніпезькі реактивні літаки, англ. Winnipeg Jets) — колишній професіональний хокейний клуб, який виступав у Всесвітній хокейній асоціації (1972—1979) та Національній хокейній лізі (1978—1996). 

## Історія
«Джетс» проводили свої домашні поєдинки в Вінніпег-аріна, місто Вінніпег, провінція Манітоба. Найбільше команда використовувала синій, червоний та білий кольори для своєї форми. У 1996 році команда переїхала до Глендейла, штат Аризона і отримала назву Фінікс Койотс, з 2014 змінює ім'я на Аризона Койотс, виступає у складі Західної конференції, Тихоокеанського дивізіону.
Чотири матчі в сезоні ВХА 1978/79 відіграв канадець українського походження Дейл Яківчук.

## Тренери
- Ден Мелоуні
- Джуд Друїн

## Відомі гравці
- Еб Макдональд — перший капітан клубу, ще під час виступів у ВХА.
- Брент Ештон
- Вейд Кемпбелл
- Крістіан Бордело
- Боб Войтович
- Воллі Боєр
- Джо Зануссі
- Дейв Гантер
- Денні Джонсон
- Джеррі Батлер
- Майк Іствуд
- Джон Гібсон
- П'єр Амель
- Андерс Гедберг
- Віллі Ліндстрем
- Ларс-Ерік Шеберг
- Пол Фентон